# Manfredia apuana
Manfredia apuana är en mångfotingart som beskrevs av Pius Strasser 1971. Manfredia apuana ingår i släktet Manfredia och familjen knöldubbelfotingar. Inga underarter finns listade i Catalogue of Life.